# أبو اليسر مطوق

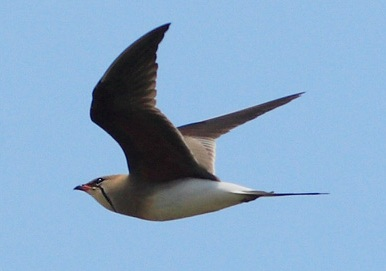
أبو اليسر مطوق

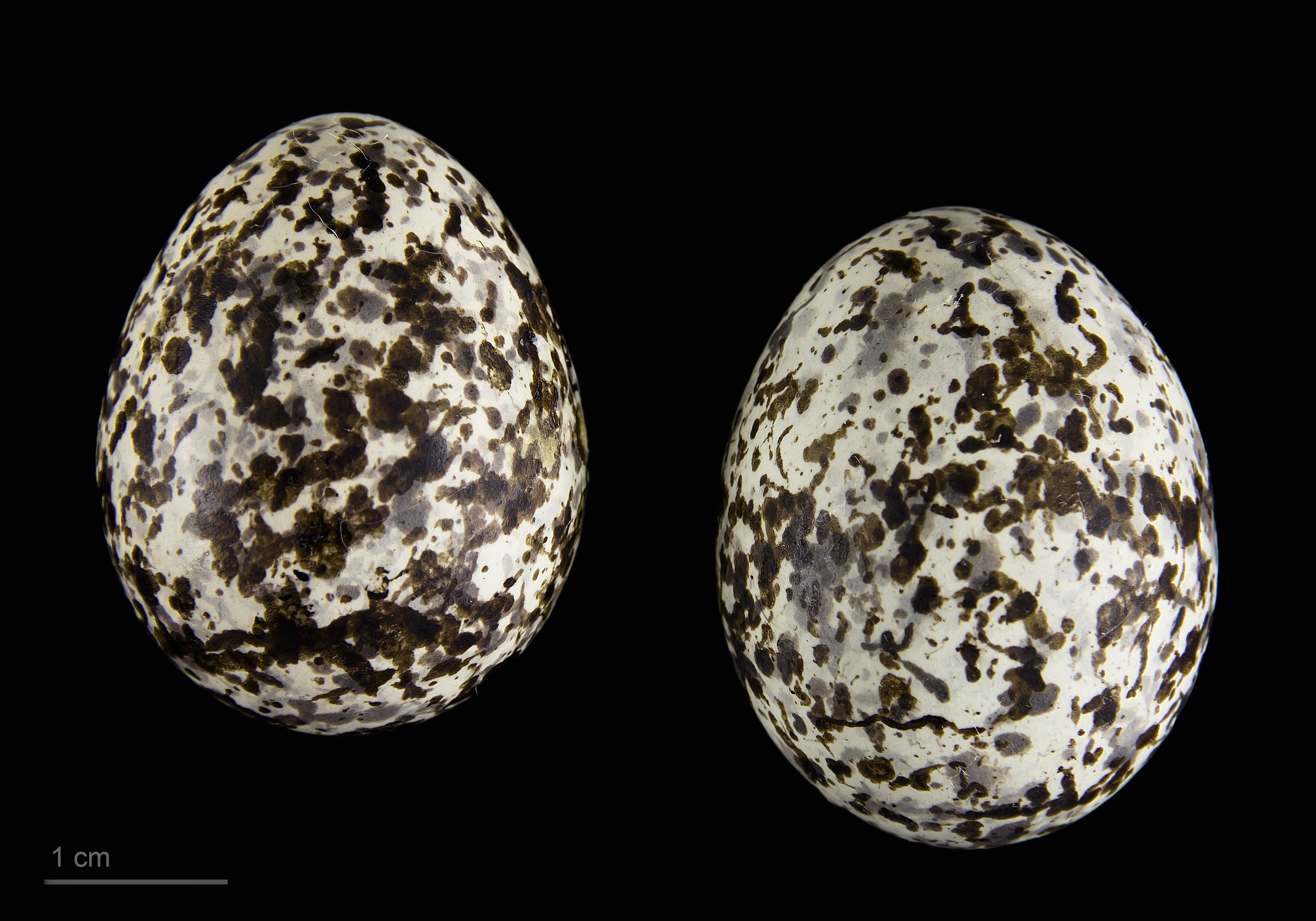
Glareola pratincola pratincola

أبو اليسر مطوق أو خولي الأرز أو سبرة المتوسط (الاسم العلمي: Glareola  pratincola) (بالإنجليزية: Collared  Pratincole)‏ هو طائر ينتمي إلى (فصيلة: Glareolidae). البالغ من هذا الطائر له بقعة صفراء على رقبته محددة بخط أسود، منقاره أحمر وطرفه أسود، يشبه في طيرانه خطاف البحر أو طائر السنونو فهو سريع الطيران وبإمكانه اصطياد الحشرات في الهواء.

## اقرأ أيضا
- تطور الطيور
- النحام الكبير فنتير
- البلشون الرمادي
- أبو قردان (بلشون البقر)
- بلشون الصخر
- أبوملعقة
- الحذف الشتوي (بطة)